# Folkets befrielsearmés flygvapen
Folkets befrielsearmés flygvapen är kinesiska Folkets befrielsearmés luftburna försvarsgren och grundades 1949. Flygvapnet är också känt under sin engelska förkortning PLAAF. 2014 bestod kinas flygvapen av 398 000 man och mellan 2 700 och 3 000 flygplan och var därmed Asiens största flygvapen och världens tredje största efter USA:s flygvapen och Ryska flygvapnet.

## Befälhavare
- Liu Yalou (oktober 1949 – maj 1965)
- Wu Faxian (maj 1965 – september 1971)
- Ma Ning (maj 1973 – februari 1977)
- Zhang Tingfa (april 1977 – juli 1985)
- Wang Hai (juli 1985 – november 1992)
- Cao Shuangming (november 1992 – oktober 1994)
- Yu Zhenwu (oktober 1994 – november 1996)
- Liu Shunyao (november 1996 – may 2002)
- Qiao Qingchen (may 2002 – september 2007)
- Xu Qiliang (september 2007 – oktober 2012)
- Ma Xiaotian (oktober 2012 – augusti 2017)
- Ding Laihang (augusti 2017 – september 2021)
- Chang Dingqiu (september 2021 – )

## Utrustning
På grund av västvärldens vapenembargo mot Kina efter massakern på Himmelska fridens torg har Kina inte kunnat köpa in avancerad krigsutrustning från väst sedan 1989. Fram till början av 1990-talet använde flygvapnet mest av föråldrade kopior av sovjetiska plan som MiG-17 och MiG-19. I takt med den växande kinesiska ekonomin har man köpt in avancerade flygplan främst från Ryssland och den inhemska flygindustrin har på senare år utvecklats kraftigt. Man har idag kapaciteten att utveckla och producera egna flygplan och sedan 2017 är man det enda land utöver USA som har utvecklat ett 5:e generations flygplan och har tagit det i tjänst (se Jian J-20). Man håller även på att utveckla nya strategiska bombflygplan och har börjat introducera avancerade drönare. 
Folkets befrielsearmés flygvapen använder bland annat följande flygplan och helikoptrar:

### Jaktflyg
- Chengdu Jian-7
- Chengdu Jian-10
- Chengdu Jian-11
- Suchoj Su-35
- Suchoj Su-30
- Suchoj Su-27
- Shenyang J-6
- Shenyang Jian-8
- Chengdu Jian-20

### Attackflyg
- JH-7
- Q5 Nanchang

### Helikoptrar
- WZ-10
- WZ-9
- Z-11
- Mil-17
- S-70C Black Hawk

### Transportflygplan
- Iljusjin Il-76
- Y-8

### Bombflyg
- Xian H-6

### Specialflygplan
- AWAC KJ-2000